# ماهیچه دنبالچه‌ای
ماهیچه دنبالچه‌ای یا عضله کوکسیژئوس (Coccygeus muscle) عضله‌ای است که از خار نشیمنگاهی و رباط کوچک خاجی ـ سیاتیکی شروع می‌شود و به حاشیه طوفی قسمت تحتانی خاجی و ناحیه فوقانی دنبالچه متصل می‌گردد.